# كريستينا بيمينوفا
كريستينا بيمينوفا (بالروسية: Кристина Руслановна Пименова) ولِدت في موسكو 27 ديسمبر، 2005. هي عارضة أزياء روسية صغيرة، كما أطلقت مجلة المرأة اليومية، تسمية «أجمل فتاة بالعالم» عليها.

## حياتُها
عند بلوغها الشهر من عمرها عاشت في ميتز بفرنسا حتى عامها الأول ثم عادت إلى موسكو. بدأت كريستينا مهنة عرض الأزياء منذ سن الثالثة وذلك لأن والدتها تعمل في عرض الأزياء. أكتسبت كريستينا شعبية كبيرة بعد فترة وجيزة من بداية حياتها المهنية بسبب ملامحها الطفولية الفاتنة، قامت بعروض في اماكن كثيرة مثل فرنسا، الولايات المتحدة، إيطاليا. وشاركت في عرض الأزياء لماركات عالمية مثل روبرتو كافالي و‌فيندي، مجموعة بينيتون وايضاً مشاركتها المتكررة في عروض بيمتي بيمبو. وفي مقابلة معها في عام 2012، قالت كريستينا انها تفضل عروض الأزياء عن جلسات التصوير لأنها تظن أن المشي على المدرج يكون أمتع من الوقوف «المتعب»، وعندما سئلت عن عملها في المستقبل، قالت أنها ستكمل عرض الأزياء وأن تكون «عالمة آثار» عندما تكبر.

## انتقادات
عندما أدارت والدة كريستينا بيمينوفا حسابات ابنتها على وسائل التواصل الاجتماعي، كان هناك بعض الانتقادات للمحتوى كمثالٍ على التشييء الجنسي لعارضة أزياء تحت السن القانوني. عارضت الوالدة على ذلك مُعتبرةً أن جميع الصور بريئة تمامًا، وردت على مُنتقديها قائلةً: «هل يجب أن تفكروا كالمتحرشين جنسيًا بالأطفال لرؤية شيء جنسي في هذه الصور؟».

## فيلموغرافيا
| العنوان                                            | السنة    | الدور          | المخرج          |
| -------------------------------------------------- | -------- | -------------- | --------------- |
| العروس الروسية (بالإنجليزية: The Russian Bride)‏    | سنة 2019 | داشا           | مايكل س. أوجيدا |
| الخالقون: الماضي (بالإنجليزية: Creators: The Past)‏ | سنة 2019 | الطفلة المغنية | بيرجيوسيب زايا  |

## روابط خارجية
- كريستينا بيمينوفا على موقع IMDb (الإنجليزية)
- كريستينا بيمينوفا على موقع ألو سيني (الفرنسية)
- كريستينا بيمينوفا على موقع قاعدة بيانات الفيلم (الإنجليزية)